# Anthon Gerard Alexander van Rappard
Anthon van Rappard (Zeist, 14 mei 1858 - Santpoort, 21 maart 1892) was een Nederlands schilder.

## Leven en werk
Van Rappard was een student van Lourens Alma Tadema en een mentor en vriend van Vincent van Gogh en later ook Johan de Meester. De vriendschap (vier jaar) met Van Gogh zou uiteindelijk beëindigd worden door een misverstand in hun correspondentie. De brieven die Van Gogh schreef aan Van Rappard werden later belangrijke gegevens voor zijn biografie.
Van Rappard schilderde in de stijl van de Haagse School. Hij maakte veel genrewerken en portretten, vaak met mensen aan het werk, maar ook landschappen.

## Galerij

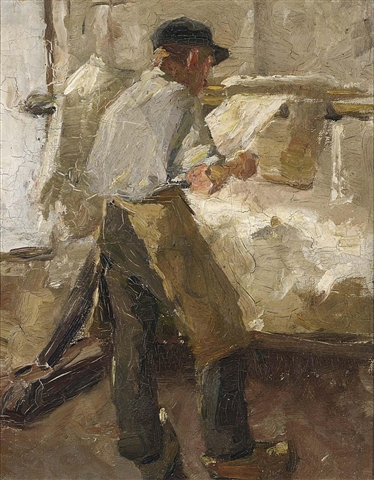
Een jonge werkman aan het weefgetouw
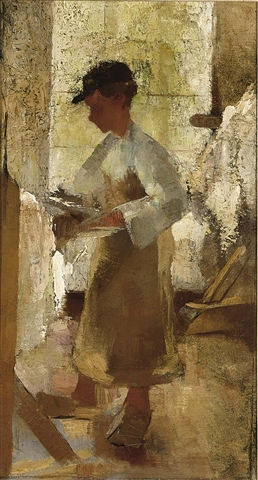
Een werkjongen aan het weefgetouw
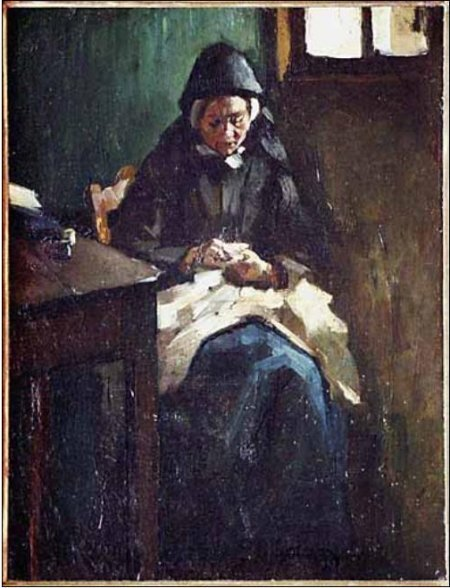
Zittende vrouw in Terschellinger klederdracht

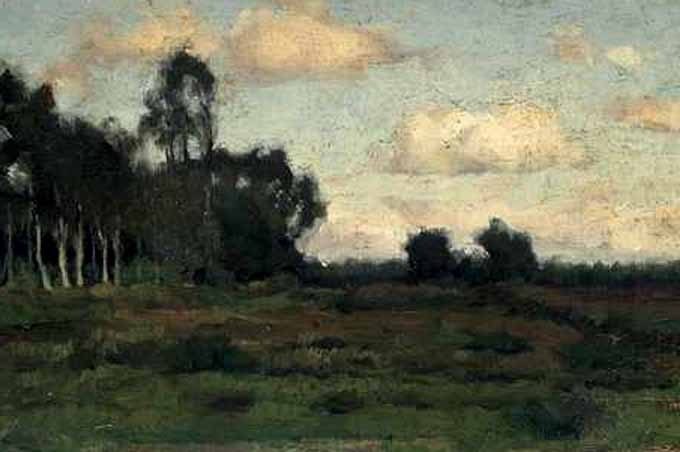
De heide bij Rolde
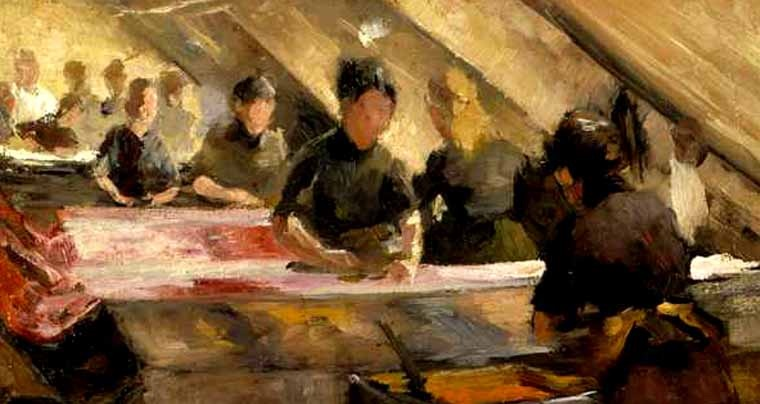
Textielwerkplaats

## literatuur
- Jaap W. Brouwer, Jan Laurens Siesling & Jacques Vis, Anthon van Rappard, companion & correspondent of Vincent van Gogh; his life & all his works, De Arbeiderspers, Amsterdam & Gary Schwartz, Maarssen 1974 ISBN 90-295-3441-9

- Bibliothèque nationale de France: cb10710523m (data)
- Biografisch Portaal: 40772009
- Digitale Bibliotheek voor de Nederlandse Letteren: rapp011
- Gemeinsame Normdatei: 128402865
- International Standard Name Identifier: 0000 0000 6641 3415
- Library of Congress Control Number: no96009051
- Nationale Bibliotheek van Israël: 987007394316305171
- Nederlandse Thesaurus van Auteursnamen: 071042903
- RKD-Nederlands Instituut voor Kunstgeschiedenis: 65637
- Système universitaire de documentation: 226266680
- Union List of Artist Names: 500014708
- Virtual International Authority File: 34448059
- WorldCat: E39PBJp6cqkmxRV9RhMhVP6Myd